# Wasserturm Ahlen

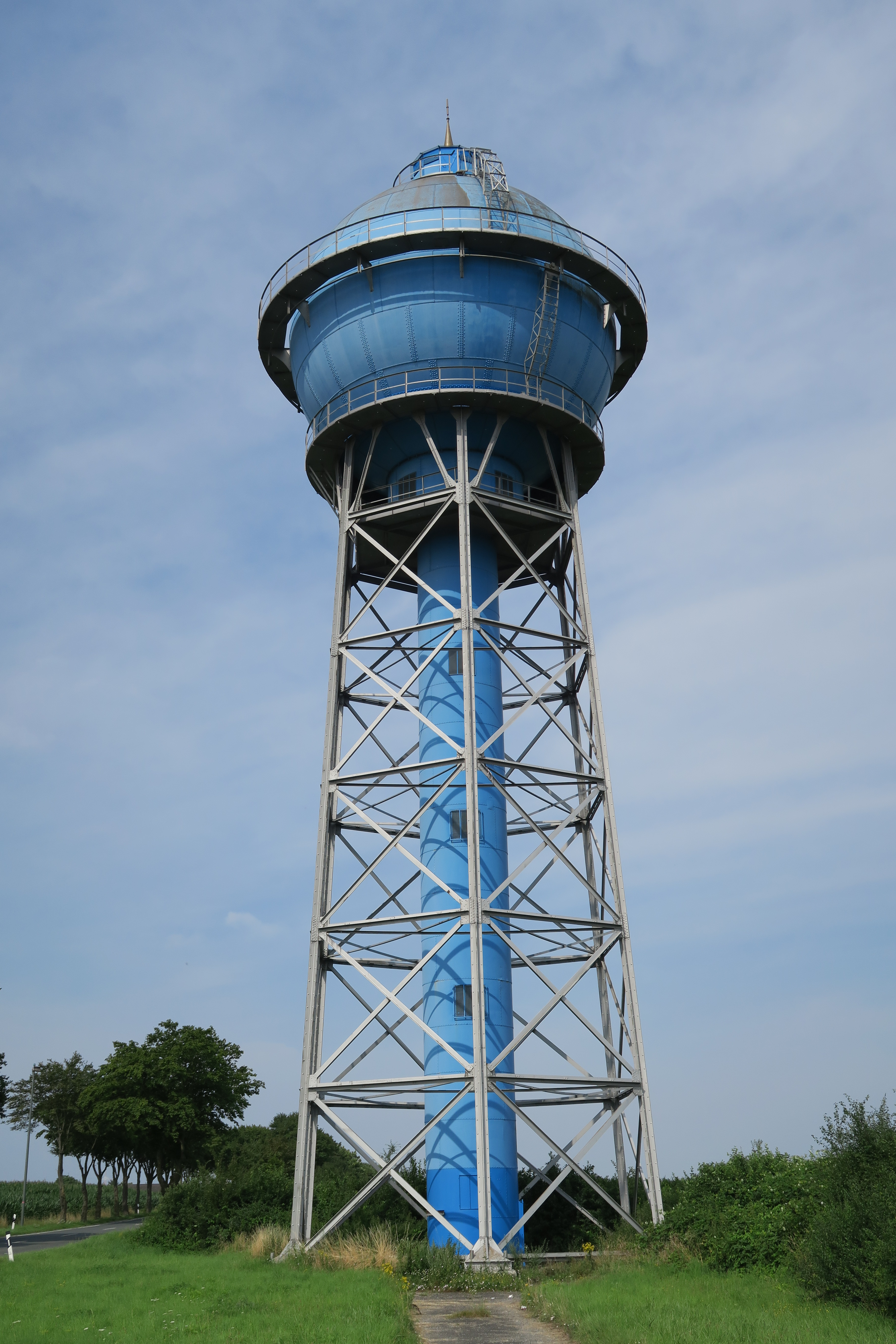
Wasserturm Ahlen

Der Ahlener Wasserturm ist ein Industriedenkmal und ein Wahrzeichen der Stadt Ahlen im Münsterland.
Der kugelförmige Wasserhochbehälter auf dem insgesamt 44 Meter hohen Stahlfachwerk-Gerüst hat ein Fassungsvermögen von 1000 m³. Er wurde 1915–1917 für die Wasserversorgung der Zeche Westfalen und ihrer Bergarbeiterkolonie erbaut und 1982 von der Gelsenwasser AG stillgelegt.
Heute steht der markante, blau angestrichene Wasserturm an der K 27 unter Denkmalschutz und ist ein historisches Beispiel für die Wasserversorgung und die Entwicklung der Niettechnik zu Beginn des 20. Jahrhunderts.
Eine weitere Landmarke ist der Wasserturm am Galgenberg, nördlich der Stadt an der Warendorfer Straße.